# پریچارد (آلاباما)
پریچارد (به انگلیسی: Prichard) شهری در شهرستان موبایل ایالت آلاباما است که مساحت آن ۶۶٫۰۲ کیلومتر مربع است و در سرشماری سال ۲۰۱۰ میلادی، ۲۲٬۶۵۹ نفر جمعیت داشته و تراکم جمعیتی آن، ۳۴۳٫۲۱ نفر در هر کیلومتر مربع بوده است.